# Unione Sportiva Vigor Senigallia 1983-1984
Questa pagina raccoglie le informazioni riguardanti l'Unione Sportiva Vigor Senigallia nelle competizioni ufficiali della stagione 1983-1984.

## Rosa
| N. |                   | Ruolo | Calciatore             |
| -- | ----------------- | ----- | ---------------------- |
|    | Italia (bandiera) | C     | Giovanni Asnicar       |
|    | Italia (bandiera) | C     | Roberto Badiani        |
|    | Italia (bandiera) | D     | Silvestro Baldacci (I) |
|    | Italia (bandiera) | A     | Patrizio Brescini      |
|    | Italia (bandiera) | C     | Stefano Calderini      |
|    | Italia (bandiera) | C     | Luigi Cardaccia        |
|    | Italia (bandiera) | A     | Armando Coletta        |
|    | Italia (bandiera) | P     | Sergio D'Arsiè         |
|    | Italia (bandiera) | D     | Stefano Fabbri         |
|    | Italia (bandiera) | D     | Ignazio Fornarelli     |
|    | Italia (bandiera) | A     | Stefano Garbuglia      |
|    | Italia (bandiera) | D     | Pietro Ghedin          |

| N. |                   | Ruolo | Calciatore             |
| -- | ----------------- | ----- | ---------------------- |
|    | Italia (bandiera) | D     | Gianfranco Giacamilli  |
|    | Italia (bandiera) | A     | Dino Giuliani          |
|    | Italia (bandiera) | D     | Lorenzo Julitti        |
|    | Italia (bandiera) | C     | Lanfranco Lodovichetti |
|    | Italia (bandiera) | D     | Lorenzo Magigalluzzi   |
|    | Italia (bandiera) | D     | Roberto Monti          |
|    | Italia (bandiera) | P     | Luca Recanatesi        |
|    | Italia (bandiera) | D     | Oreste Santin          |
|    | Italia (bandiera) | C     | Massimo Schiano        |
|    | Italia (bandiera) | C     | Orlando Tomba          |
|    | Italia (bandiera) | A     | Adriano Trevisan       |